# カルパイン
カルパイン（calpain, EC 3.4.22.52, EC 3.4.22.53）は、カルシウム依存的非リソソームシステインプロテアーゼファミリーに属するタンパク質である。哺乳類や他の多くの生物種で普遍的に発現している。カルパインはMEROPSデータベースにおいてclan CAのfamily C2を構成する。カルパインのタンパク質分解システムはカルパインプロテアーゼ、調節サブユニットCAPNS (CAPN4)、そして内在性のカルパイン特異的阻害因子であるカルパスタチンによって構成される。

## 発見
カルパインの歴史は1964年、中性条件下でのカルシウム依存的タンパク質分解活性がラットの脳に発見されたことに始まる。この活性は細胞内のシステインプロテアーゼによるものであるが、リソソームに関連せず、中性のpHに至適活性があるという点で、カテプシンファミリーのプロテアーゼからは明確に区別される。カルシウム依存的な活性、細胞内の局在、限定的・特異的なタンパク質分解といった点は、カルパインが消化のためではなく調節のためのプロテアーゼであることを浮き彫りにしている。「カルパイン」という名称は、カルシウムを意味する接頭辞cal-とシステインプロテアーゼの接尾辞-painからの造語であり、配列決定によって、カルシウム依存的なシグナリングタンパク質であるカルモジュリンと、パパイアのシステインプロテアーゼであるパパインに類似したモジュールを併せ持つ酵素であることが明らかにされた。そのすぐ後に、カルパインには μ-calpain と m-calpain （もしくはcalpain I 、II）という2つの主要なアイソフォームがあることが判明した。両者の主要な差は活性化に必要なカルシウムの濃度であり、細胞内でそれぞれ μM、mM の濃度のカルシウムイオンによって活性化されることが名前の由来となっている。
今日においても、この2つのアイソフォームがカルパインファミリーの中では最もよく知られたメンバーである。構造的には、両者ともヘテロ二量体であり、共通の小(28k)サブユニット (CAPNS1/CAPN4) と、異なる大 (80k) サブユニット（カルパイン1とカルパイン2、それぞれCAPN1、CAPN2遺伝子にコードされる）から構成される。

## 切断特異性
特定のアミノ酸配列がカルパインによって一意的に認識されるわけではない。タンパク質の基質の一次配列よりはむしろ三次構造の要素が、特定の基質を切断へと誘導している可能性が高い。ペプチドもしくは低分子基質について最も一貫して報告されている特異性は、P2部位（切断部位からN末端側に2つ目のアミノ酸）に小さな疎水的アミノ酸（ロイシン、バリン、イソロイシンなど）が、そしてP1部位（切断部位のN末端側のアミノ酸）に大きな疎水的アミノ酸（フェニルアラニン、チロシンなど）があるというものである。おそらく、現在入手可能な最良の蛍光性基質は(EDANS)-Glu-Pro-Leu-Phe-Ala-Glu-Arg-Lys-(DABCYL) であり、Phe-Ala間の結合が切断される。

## カルパインファミリー
ヒトゲノムプロジェクトによって、ヒトには、いくつかのスプライシングバリアントも含め、12以上のカルパインのアイソフォームが存在することが明らかになった。最初に立体構造が解かれたm-カルパインは、MEROPSデータベースのC2ファミリーのtype peptidaseとなっている。
| 遺伝子 | タンパク質              | 別名                                       | 発現組織                           | 疾患との関連                                                  |
| ------ | ----------------------- | ------------------------------------------ | ---------------------------------- | ------------------------------------------------------------- |
| CAPN1  | Calpain 1               | Calpain-1 large subunit, μ-calpain         | 普遍的                             |                                                               |
| CAPN2  | Calpain 2               | Calpain-2 large subunit, m-calpain         | 普遍的                             |                                                               |
| CAPN3  | Calpain 3               |                                            | 骨格筋、網膜、水晶体に特異的       | 肢帯型筋ジストロフィー(limb girdle muscular dystrophy) 2A     |
| CAPN5  | Calpain 5               |                                            | 普遍的（結腸、小腸、精巣に高発現） | 壊死に関与の可能性（C. elegansの壊死遺伝子tra-3のオルソログ） |
| CAPN6  | Calpain 6               | CAPNX, Calpamodulin                        |                                    |                                                               |
| CAPN7  | Calpain 7               | palBH                                      | 普遍的                             |                                                               |
| CAPN8  | Calpain 8               |                                            | 胃粘膜、消化管のみに発現           | 結腸ポリープの形成に関与の可能性                              |
| CAPN9  | Calpain 9               |                                            | 胃粘膜、消化管のみに発現           | 結腸ポリープの形成に関与の可能性                              |
| CAPN10 | Calpain 10              |                                            |                                    | II型糖尿病に対する感受性遺伝子                                |
| CAPN11 | Calpain 11              |                                            | 精巣                               |                                                               |
| CAPN12 | Calpain 12              |                                            | 普遍的だが、毛包に高発現           |                                                               |
| CAPN13 | Calpain 13              |                                            | 精巣、肺                           |                                                               |
| CAPN14 | Calpain 14              |                                            | 普遍的                             |                                                               |
| CAPN17 | Calpain 17              |                                            | 魚類、両生類のみに存在             |                                                               |
| SOLH   | Calpain 15              | Sol H (homolog of the drosophila gene sol) |                                    |                                                               |
| CAPNS1 | Calpain small subunit 1 | Calpain 4                                  |                                    |                                                               |
| CAPNS2 | Calpain small subunit 2 |                                            |                                    |                                                               |

## 機能
カルパインの生理的機能については未だ不明な点が多いが、細胞の運動性や細胞周期の進行のほか、神経細胞における長期増強や筋芽細胞における細胞融合といった細胞種特異的な機能にも関与していることが示されている。生理的条件下において、細胞への一過的なカルシウムの流入によって、少数のカルパインが局所的に（例えばカルシウムチャネルの近傍などで）活性化され、標的タンパク質の限定分解を触媒することでシグナルを伝達する。
他のカルパインの機能として、血液凝固や血管径の調節に寄与し、また記憶にも関与していることが報告されている。カルパインはアポトーシスに関与しており、壊死の必須の要素であるように思われる。
CAPNS1によるカルパインの活性の向上は、低酸素条件下での血小板の過活性化に有意に寄与する。
脳では、μ-カルパインは主に神経細胞の細胞体や樹状突起に存在し、軸索やグリア細胞には少ない。一方で、m-カルパインはグリア細胞と少数の軸索に存在している 。カルパインはまた、運動や栄養状況の変化による骨格筋タンパク質の分解にも関与している。

## 臨床的重要性

### カルパインの関与する病理
細胞内のカルパインの構造的・機能的な多様性は、広範囲の障害の発症に関与していることに反映されている。少なくとも2つのよく知られた遺伝疾患と、1つのタイプのがんが組織特異的カルパインと関連している。カルパイン3 (p94)は2A型肢帯型筋ジストロフィー (limb girdle muscular dystrophy 2A) の原因遺伝子であり、カルパイン10はII型糖尿病の感受性遺伝子であり、そしてカルパイン9は胃がんのがん抑制遺伝子として同定されている。さらに、カルパインの過活性化は、アルツハイマー病 や白内障といったカルシウム恒常性の変化が関連する多くの疾患のほか、心筋虚血、脳（神経）虚血、外傷性脳損傷や脊髄損傷後の急性ストレスに伴う二次変性などにも関与している。脳血管障害 (いわゆる虚血の滝 (ischemic cascade) の過程)、またはびまん性軸索損傷(diffuse axonal injury) のようないくつかのタイプの外傷性脳損傷の後、カルシウムイオンが流入することによって過剰量のカルパインが活性化される。カルパインの過剰な活性化は、標的タンパク質や非標的タンパク質に対する無秩序な分解を引き起こし、組織に不可逆的な損傷を与える。過剰に活性化されたカルパインによって、スペクトリンや微小管サブユニット、微小管結合タンパク質、ニューロフィラメントなどの細胞骨格に関わる分子が切断される。また、イオンチャネルや細胞接着分子、細胞表面の受容体にも損傷を与える可能性がある。その結果、細胞骨格や基底膜の分解が引き起こされる。
カルパインは、伸張による軸索傷害(axonal stretch injury)によって損傷を受けたナトリウムチャネルを分解し 、細胞内へのナトリウムイオンの流入を引き起こすことも知られている。その結果、神経は脱分極し、より多くのカルシウムイオンが流入することとなる。
カルパインの活性化がもたらす重大な結末は、虚血による心臓の傷害後の心収縮機能不全である。虚血状態の心筋が再灌流されると、心筋細胞に過剰のカルシウムが流入し、カルパインが活性化される。
近年、カルパインが血小板を過活性化することによって、高高度における静脈血栓塞栓症の促進に関与していると示された。

### 治療薬としてのカルパイン阻害剤
カルパインの活性を外的に調節することは、広範な病理学的状態に対する治療薬の開発の興味を引いてきた。虚血に対するカルパイン阻害による治療の可能性を支持する多くの例のうちのいくつかを挙げると、カルパイン阻害剤 AK275 はラットにおいて、局所脳虚血による脳傷害を虚血後の投与によって防いだ。MDL28170 はラット局所脳虚血モデルにおいて、梗塞を起こした組織のサイズを有意に減少させた。また、PD150606、SJA6017、 ABT-705253、SNJ-1945といったカルパイン阻害剤が神経保護効果を示すことが知られている。
カルパインは頭部外傷ののち1ヶ月にわたって脳内に放出され、このような傷害の後に時々見受けられる脳の収縮の原因となっている場合がある。しかしながら、カルパインは傷害後の損傷の修復を助ける"resculpting"の過程に関与している可能性もある。

## 関連文献
- “Calpain in the CNS: from synaptic function to neurotoxicity”. Sci Signal 1 (14):  re1. (2008). doi:10.1126/stke.114re1. PMID 18398107.
- “Structure, activation, and biology of calpain”. Diabetes. 53 Suppl 1:  S12–8. (February 2004). doi:10.2337/diabetes.53.2007.s12. PMID 14749260.
- Calpains : Pharmacology and Toxicology of a Cellular Protease. Boca Raton: CRC Press. (1999). ISBN 1-56032-713-8